# (808) Merxia
(808) Merxia – planetoida z pasa głównego asteroid okrążająca Słońce w ciągu 4 lat i 201 dni w średniej odległości 2,74 au. Została odkryta 11 października 1901 roku w Landessternwarte Heidelberg-Königstuhl w Heidelbergu przez Luigi Carnerę. Nazwa pochodzi od Adalberta Merxa, teścia odkrywcy. Przed nadaniem nazwy planetoida nosiła oznaczenie tymczasowe (808) 1901 GY.